# Getsemane

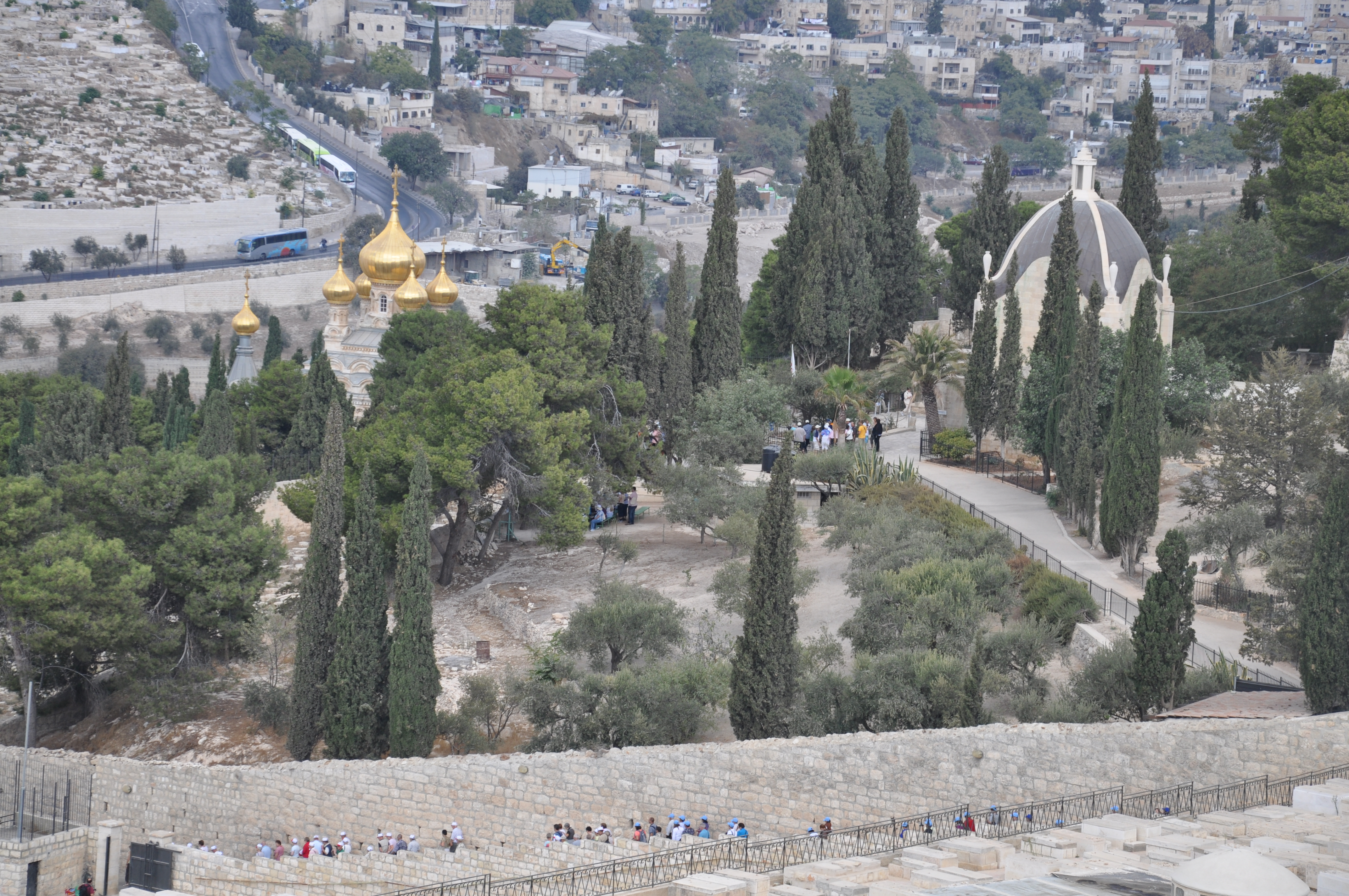
Getsemane gezien vanaf de Olijfberg; links/midden is de gouden koepel van de Russisch-orthodoxe Kerk van Maria Magdalena, rechts is de Dominus Flevitkerk te zien.

Getsemane (Grieks: ΓεΘσημανἰ, Gethsēmani, van het Hebreeuwse: גת שמנים, Gat-Sjmanim – letterlijk "oliepers") of Gethsemané is een tuin of hof aan de voet van de Olijfberg die beroemd is omdat Jezus daar bad in de nacht voor zijn kruisiging. Ten oosten van Jeruzalem ligt de Olijfberg; tussen de Olijfberg en die stad ligt het Kidrondal, met daarin Getsemane.

## Naam

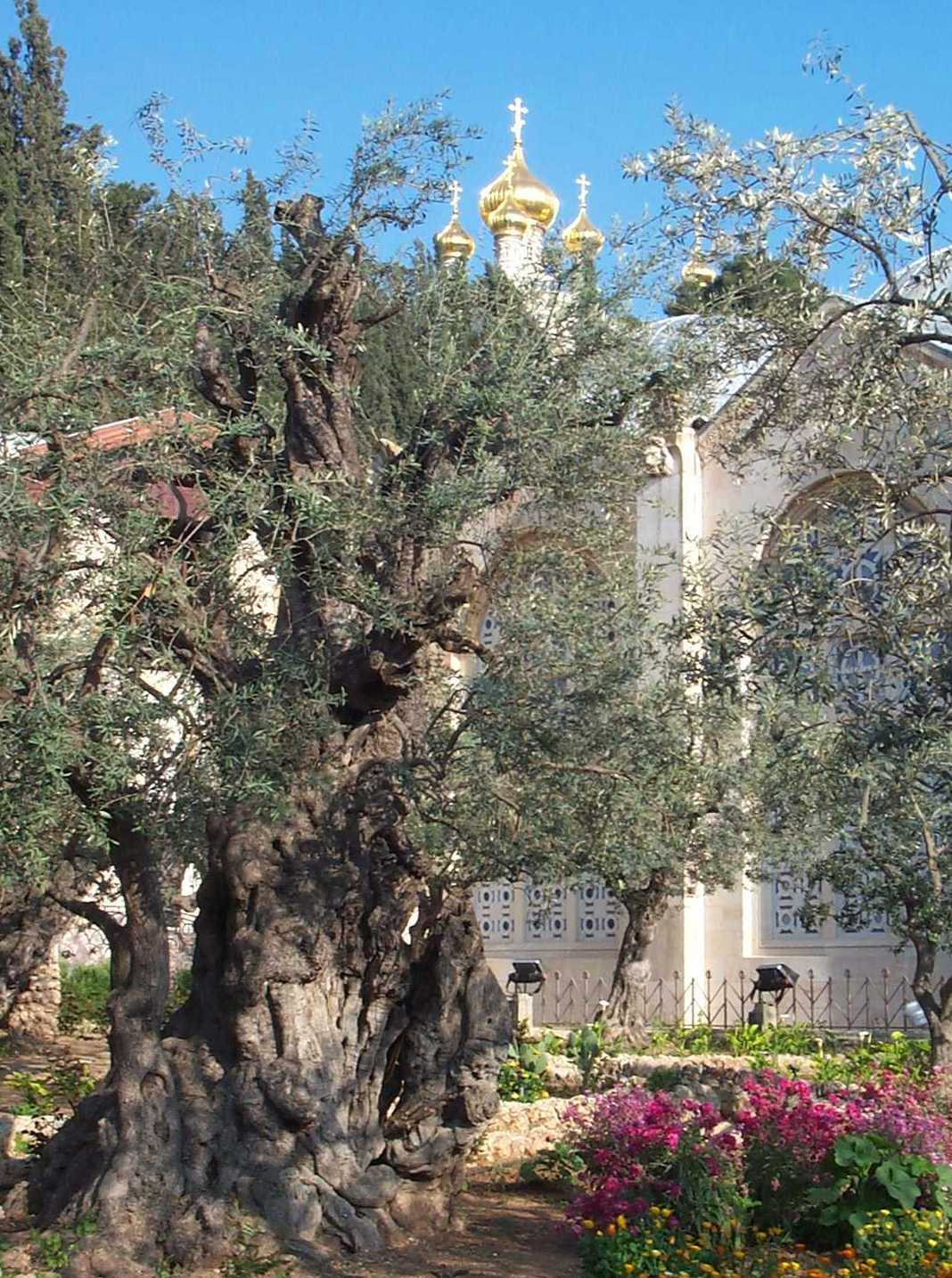
Hof van Getsemane

Getsemane komt in het Grieks van het Evangelie volgens Matteüs en Marcus voor als Γεθσημανἱ (Gethsēmani). De naam is ontleend aan het Hebreeuws:גת שמנים, Aramees:גת שמני, Gath-Šmânê, wat "oliepers" betekent. Matteüs (26:36) en Marcus (14:32) noemen het een χωρἰον (18:1), plaats of terrein; de NBV vertaalt dit als olijfgaard. Het Evangelie volgens Johannes zegt dat Jezus een tuin (κῆπος) inging met elf van zijn discipelen. Judas Iskariot, een van de twaalf apostelen, was tijdens het eraan voorafgaande Laatste Avondmaal namelijk vertrokken. Judas  betrad de hof van Getsemane met een schare die Jezus in hechtenis nam (Mattheüs 26:47-50; Marcus 14:43-46; Lucas 22:4748; Johannes 18:1-5).

## Betekenis van de plaats

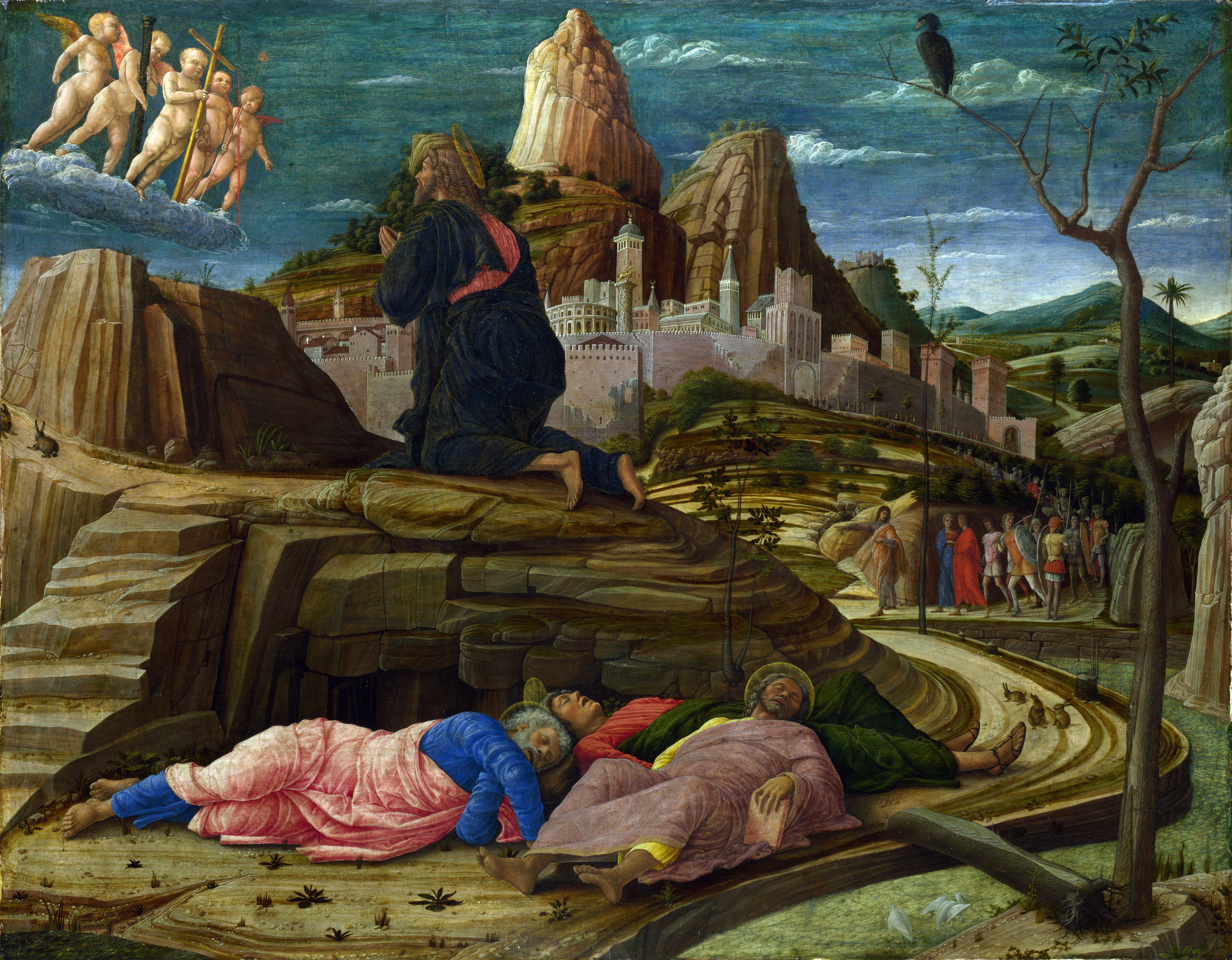
Andrea Mantegna's Doodsangst in de hof, uit circa 1460

- Volgens het Nieuwe Testament bezochten Jezus en zijn discipelen deze plek regelmatig, waardoor het Judas niet moeilijk viel hem die nacht te vinden.
- Lucas 22:43–44 zegt:
"En Hem verscheen een engel uit de hemel om Hem kracht te geven. En Hij werd dodelijk beangst en bad des te vuriger. En zijn zweet werd als bloeddruppels, die op de aarde vielen."
- Volgens sommigen was er bij Jezus sprake van hematidrosis, waarbij er een combinatie van bloed en zweet uit de huid komt.[1]
- Volgens de traditie van de Oosters Orthodoxe Kerk is Getsemane de tuin, waar de maagd Maria, nadat ze was ontslapen op de berg Zion, begraven is en werd opgenomen in de hemel.
- In het Evangelie van Marcus wordt beschreven hoe Jezus er een eenzame "gebedsstrijd" voerde, terwijl zijn discipelen ondertussen sliepen, Volgens de kritische protestantse theoloog Gerd Lüdemann zou dit een aanwijzing zijn voor onbetrouwbaarheden in de Bijbelse teksten over Jezus, omdat er bij deze eenzame "gebedsstrijd" immers geen waarnemer kon zijn geweest, die daarvan desalniettemin verslag deed. In Marcus 14:32-42 wordt beschreven hoe Jezus naar Gethsemane op de Olijfberg kwam, samen met zijn discipelen Petrus, Jakobus en Johannes, en zich daar verderop liet vallen en bad of zijn hemelse vader hem het aanstaand lijden wilde bespraren, maar zich onderwierp aan diens wil. Daarna teruggekeerd naar deze drie discipelen zag hij dat zij in slaap waren gevallen. Volgens Lüdemann konden die drie discipelen dan niets van dat gebed gehoord hebben, ofschoon deze passage dat gebed wel citeert, terwijl Marcus, die de schrijver zou zijn van deze tekst, er volgens deze beschrijving zelf niet bij aanwezig was.

## Pelgrimsoord

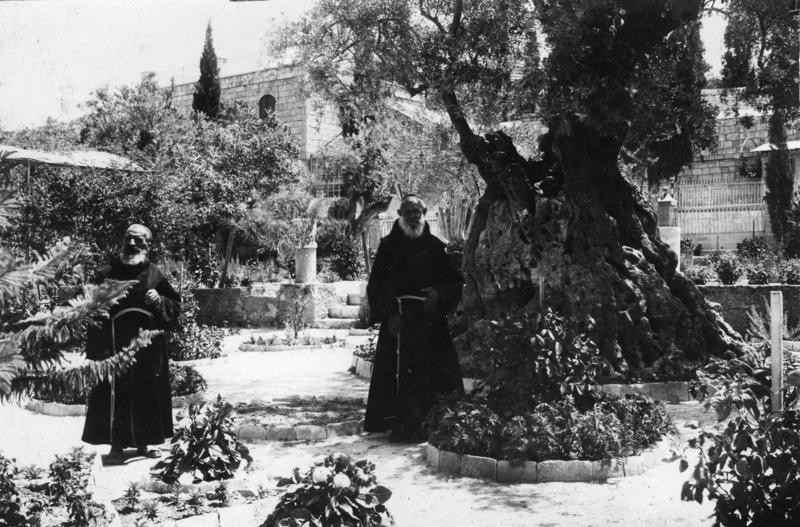
Hof Getsemane, 1914

De hof van Getsemane werd al vroeg populair bij christelijke pelgrims.
- In 333 bracht de anonieme Pelgrim van Bordeaux, wiens Itinerarium Burdigalense de oudste beschrijving is van een christelijke reiziger door het Heilige Land, er een bezoek.
- In zijn Onomasticon noemt Eusebius van Caesarea de plek Getsemane, gelegen "aan de voet van de Olijfberg", en voegt eraan toe dat "de gelovigen daar gewoon zijn te bidden".[2]
- De eeuwen daarna berichten pelgrims over een bloementuin. Oosterse christenen bleven bij de oude overlevering, westerse bezoekers gaven de naam Doodsangst aan de in de buurt gelegen 'Grot van de Doodsangst'. De tuin werd als de plaats van Jezus' arrestatie gezien.
- Sinds de 17e eeuw is de Hof van Getsemane in handen van de Franciscanen. De meeste pelgrims zagen de plaats waar de oude olijfbomen stonden nu als de Hof van Getsemane. Men geloofde dat deze bomen dateerden uit Jezus' tijd. Van de oude olijfbomen in de hof wordt tegenwoordig gezegd dat ze tot 900 jaar oud zijn. In vroege vermeldingen van de tuin van Getsemane is overigens sprake van fruitbomen in plaats van olijfbomen
- De Kerk van Alle Naties, ook wel Basilica van de doodsangst genoemd, werd tussen 1919 en 1924 gebouwd op de plek waar al in de vierde eeuw een Byzantijnse basilica was verrezen.
- Om de olijfbomen te beschermen zagen de Franciscanen zich in 1847 genoodzaakt om een hogere muur te bouwen. De huidige muur dateert uit 1959.[3]
- In de nabije omgeving staat de Russisch-orthodoxe Kerk van Maria Magdalena met zijn gouden, uivormige koepel en Russisch of Byzantijns uiterlijk, die gebouwd is door de Russische tsaar Alexander III ter gedachtenis aan zijn moeder, grootvorstin Maria Alexandrovna.